# 1969 no teatro

## Nascimentos
| Data           | Nome                 | Profissão      | Nacionalidade  | Observações | Ref |
| -------------- | -------------------- | -------------- | -------------- | ----------- | --- |
| 3 de janeiro   | Matheus Nachtergaele | ator           | Brasil         |             |     |
| 14 de maio     | Cate Blanchett       | atriz          | Austrália      |             |     |
| 14 de junho    | Marcos Pasquim       | ator           | Brasil         |             |     |
| 29 de julho    | Drica Moraes         | atriz          | Brasil         |             |     |
| 25 de setembro | Catherine Zeta-Jones | atriz          | Estados Unidos |             |     |
| 26 de setembro | Dan Stulbach         | ator           | Brasil         |             |     |
| 13 de novembro | Gerard Butler        | actor e cantor | Escócia        |             |     |
| 19 de novembro | Leila Lopes          | atriz          | Brasil         | m. 2009     |     |
| 15 de dezembro | Adriana Esteves      | atriz          | Brasil         |             |     |
| 31 de dezembro | Lance Reddick        | ator e músico  | Estados Unidos |             |     |

## Mortes
| Data           | Nome       | Profissão                         | Nacionalidade | Observações | Ref |
| -------------- | ---------- | --------------------------------- | ------------- | ----------- | --- |
| 22 de dezembro | José Régio | escritor, jornalista e dramaturgo | Portugal      | n. 1901     |     |